# Служба внешней разведки Казахстана
Служба внешней разведки Комитета национальной безопасности Республики Казахстан  (каз. Қазақстан Республикасы Ұлттық Қауіпсіздік Комитетінің Сыртқы барлау қызметі) — специальный государственный орган, являющийся составной частью системы обеспечения безопасности и суверенитета Республики Казахстан. Входит в разведывательное сообщество Республики Казахстан (наряду с органом внешней разведки Министерства обороны РК). Руководство Службой внешней разведки осуществляется заместителем Председателя КНБ — Директором Службы внешней разведки.

## История
- 15 октября 1993 года — Президент Казахстана Нурсултан Назарбаев подписал Указ «О создании разведывательных подразделений в Комитете национальной безопасности и Министерстве обороны Республики Казахстан»[1].
- 5 ноября 1997 года — создана Служба «Барлау» как самостоятельное ведомство по внешней разведке при президенте РК. Затем, в результате очередной реформы, включена в КНБ РК.
- До 17 февраля 2009 — Служба «Барлау» Комитета национальной безопасности РК
- Указом президента от 17 февраля 2009 года вновь создана Служба внешней разведки «Сырбар» (каз. Сыртқы барлау), непосредственно подчинённая президенту РК.
- 17 июня 2019 — Служба внешней разведки «Сырбар» включена в КНБ РК и переименована в Службу внешней разведки Комитета национальной безопасности Республики Казахстан.

## Основные задачи
Положением о Службе внешней разведки сформулированы следующие задачи:
1. обеспечение Президента, Парламента и Правительства, государственных органов и государственных организаций Республики Казахстан разведывательной информацией и аналитическими оценками, необходимыми для принятия решений в политической, финансово-экономической, военно-политической, научно-технической, гуманитарной, экологической и иных областях, затрагивающих национальные интересы Республики Казахстан;
2. участие в разработке и реализации государственной политики в области национальной безопасности Республики Казахстан;
3. содействие в реализации политики руководства государства в политической, военно-политической, финансово-экономической, научно-технической, гуманитарной, экологической и иных областях, затрагивающих национальные интересы Республики Казахстан;
4. добывание разведывательной информации и реализация мер, направленных на недопущение реального и потенциального ущерба национальным интересам и безопасности Республики Казахстан со стороны специальных служб и организаций иностранных государств, террористических и экстремистских организаций, преступных сообществ (преступных организаций), а также отдельных лиц;
5. обеспечение взаимодействия государственных органов и организаций Республики Казахстан в рамках разведывательного сообщества Республики Казахстан;
6. обеспечение безопасности загранучреждений Республики Казахстан, реализация мер по защите государственных секретов и противодействию техническим разведкам в загранучреждениях Республики Казахстан во взаимодействии с официальным представителем КНБ;
7. решение иных разведывательных задач в соответствии с законами Республики Казахстан и актами Президента Республики Казахстан.

## Сотрудничество
СВР КНБ Республики Казахстан сотрудничает со спецслужбами многих стран мира по вопросам борьбы против международного терроризма и религиозного экстремизма. Особенно тесное сотрудничество налажено у неё со Службой внешней разведки Российской Федерации.
Сотрудники службы внешней разведки КНБ изучали стиль работы и методику действий разведслужб России (СВР), США (ЦРУ), Великобритании (MI6), Германии (BND), Франции (DGSE), Пакистана (МРП), Израиля (Моссад) и Афганистана (ГУНБ). Имели место случаи, когда сотрудники разведслужб хотели получить задаром некую ценную информацию или доступ к ней, в связи с чем КНБ постоянно менял методику сотрудничества, пошагово делясь информацией. Несмотря на  подобные хитрости от разведслужб других стран мира, СВР КНБ достаточно тесно сотрудничала с ними.

## Руководители
- Жанкулиев, Аманжол Казбекович[5][6] (17 февраля 2009 — 24 февраля 2015)
- Байжанов, Габит Жакыпбаевич (2015—2018) — как глава Службы внешней разведки РК «Сырбар»[7]
- Байжанов, Габит Жакыпбаевич (8 октября 2019[8] — 3 апреля 2023)[7] — как директор Службы внешней разведки и заместитель председателя КНБ[9]
- Амерханов, Аскар Баймерденович (апрель 2023[10][11] —16 сентября 2024[12])
- Марат Жумабаев (с 23 сентября 2024[13])

## Ведомственные награды
В соответствии с Указом Президента Республики Казахстан от 30 сентября 2011 года № 155 «О вопросах государственных символов и геральдики ведомственных и иных, приравненных к ним, наград некоторых государственных органов, непосредственно подчиненных и подотчетных Президенту Республики Казахстан, Конституционного Совета Республики Казахстан, правоохранительных органов, судов, Вооруженных Сил, других войск и воинских формирований» ведомственные наградами Службы внешней разведки «Сырбар» считаются:
- Медали:
  - «„Сырбар“ қызметінің ардагері» (Ветеран службы «Сырбар»)
  - «Miнciз қызметі үшін» (За безупречную службу) І, II, ІІІ степеней;
  - «Сыртқы барлауға қосқан үлесі үшін» (За внесенный вклад внешней разведке).
- Нагрудные знаки:
  - «„Сырбар“ қызметінің үздігі» (Отличник Службы «Сырбар»).

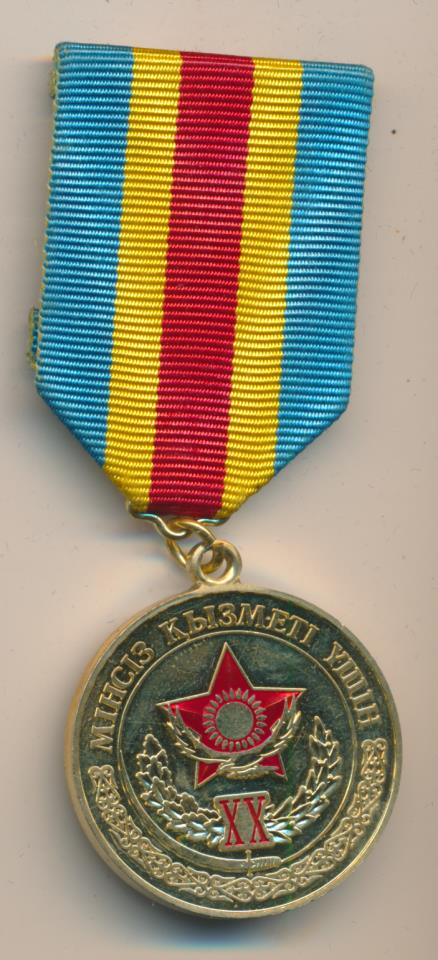
Медаль «За безупречную службу» 1 степени
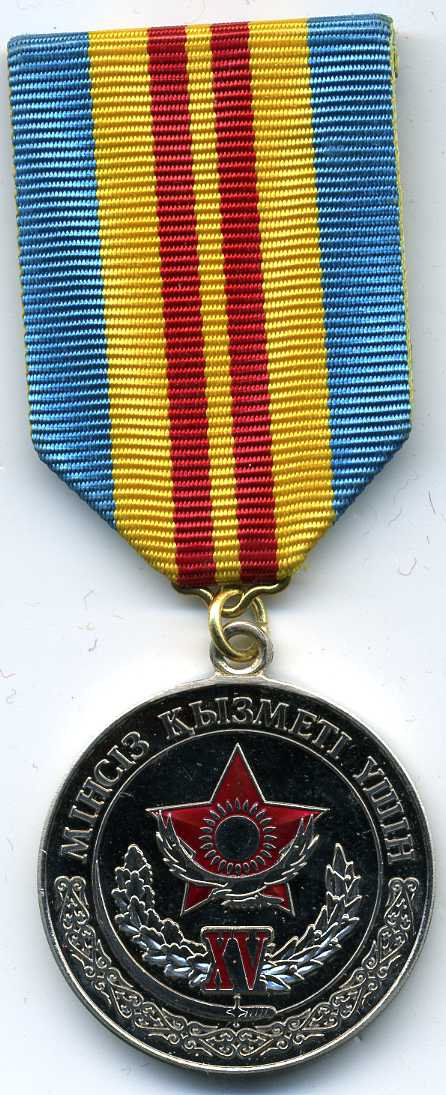
Медаль «За безупречную службу» 2 степени
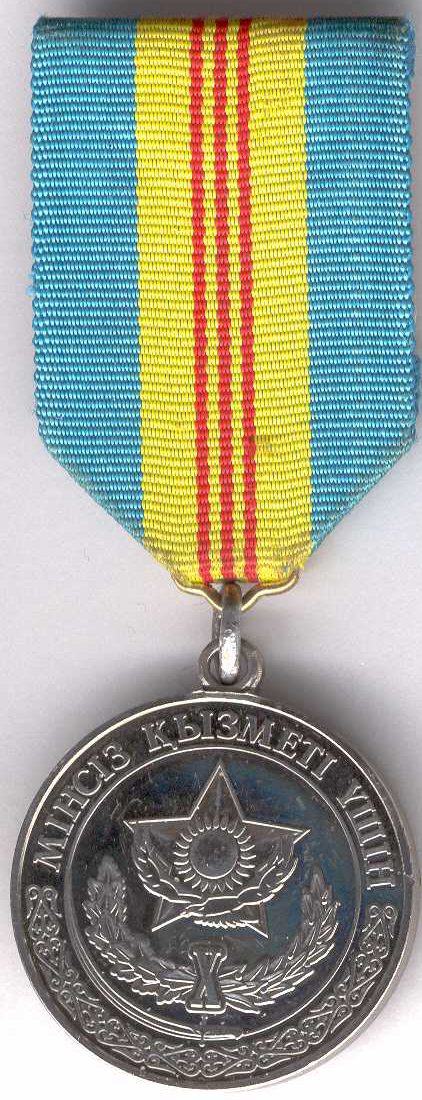
Медаль «За безупречную службу» 3 степени
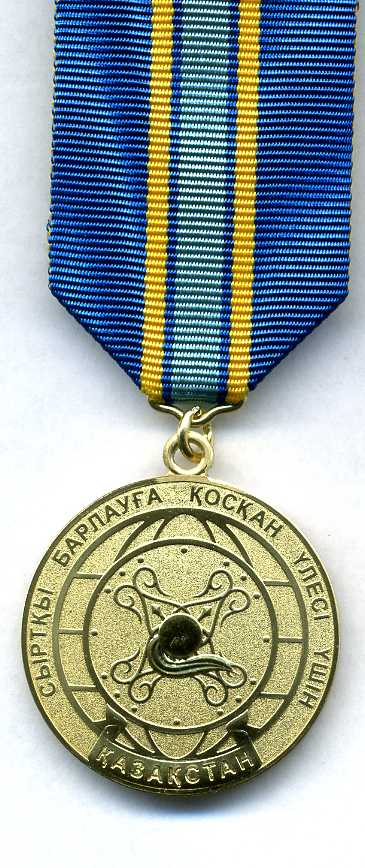
Медаль «За внесенный вклад внешней разведке»

## Известные сотрудники
По словам Чрезвычайного и Полномочного посла Республики Казахстан в Афганистане, генерал-майора национальной безопасности Омиртая Битимова, раскрытие фамилий сотрудников осуществляется только в политических интересах и воспитательных целях. В то же время известно, что в создание современной разведки внесли вклад такие разведчики, как А. Байгарин, Ж. Марденов, Б. Меченбаев, Ж. Рыспаев. Он же указывал имена Токтажана Садыкова, Мунажидина Баратова, Ахметжана Касымова и Абдоллы Турсунова как те имена, которые вписаны «золотыми буквами в историю казахстанской разведки».